# Macambira
Macambira est une municipalité brésilienne située dans l'État du Sergipe.